# Landung

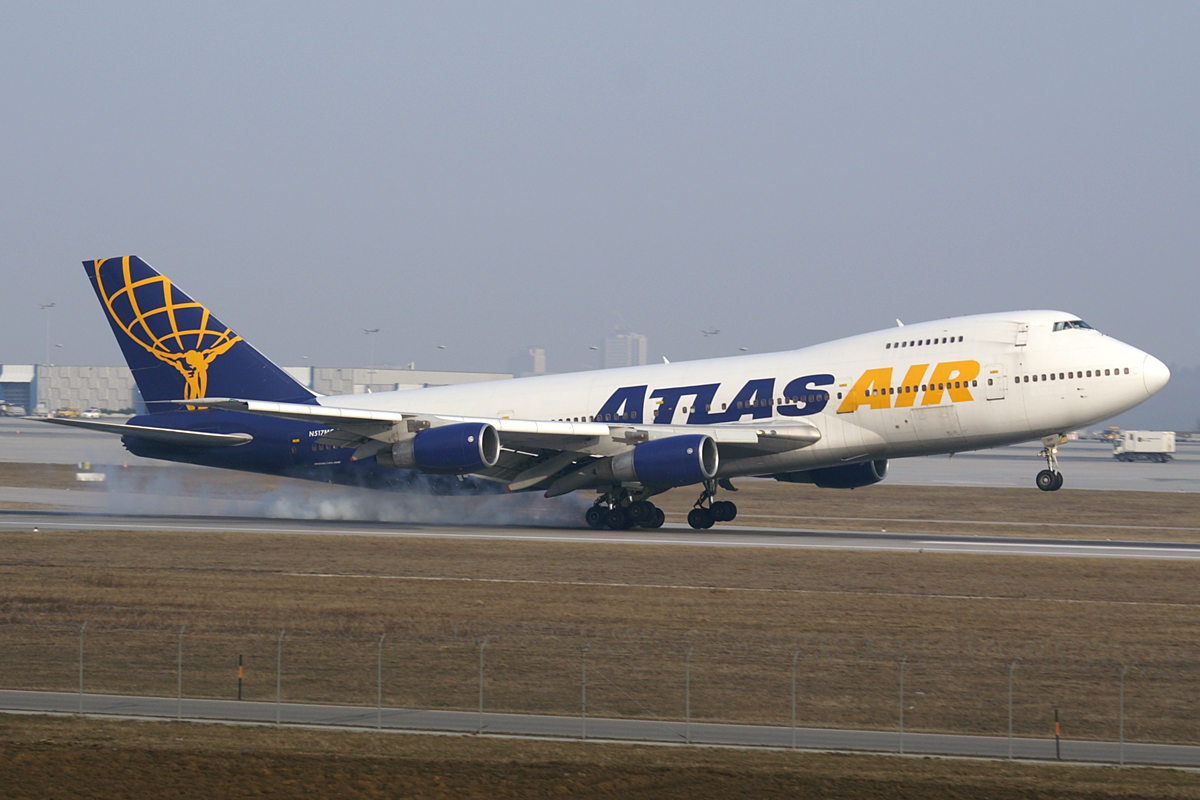
Boeing 747 beim Aufsetzen. Unter dem Hauptfahrwerk verwirbelt der abradierte Gummi der Reifen

Landung bezeichnet das kontrollierte Aufsetzen eines Luftfahrzeugs oder Raumfahrzeugs auf der Erdoberfläche, im Normalfall auf einer dafür vorgesehenen Landestelle. In der Regel wird der Flug nach den Flugphasen Sinkflug und Landeanflug mit dem Flugmanöver Landung abgeschlossen. Muss der Landeanflug oder die Landung abgebrochen werden, folgt noch der Fehlanflug.

## Landung eines Luftfahrzeugs

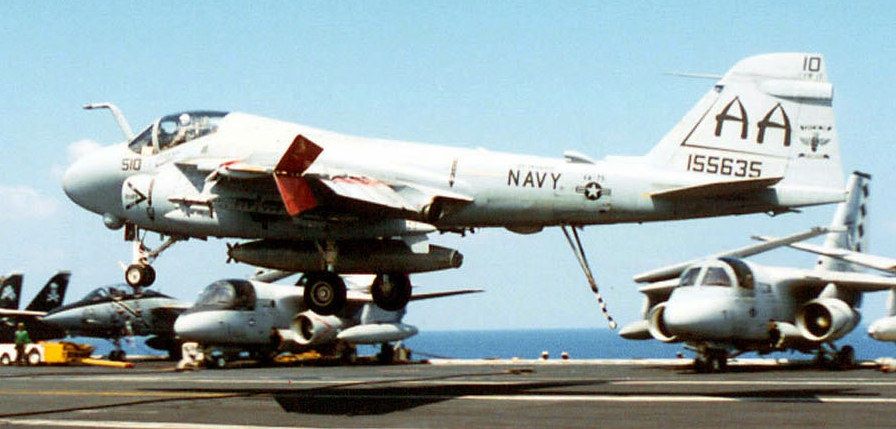
Landung einer Grumman A-6 auf einem Flugzeugträger

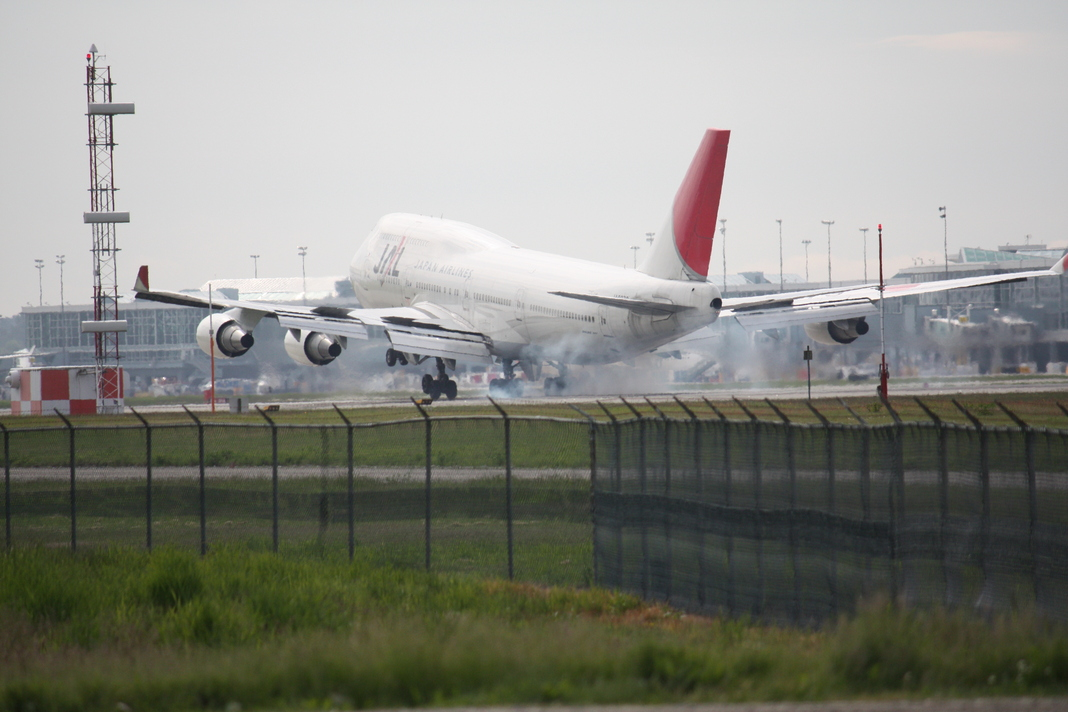
Eine Boeing 747-400 der JAL beim Aufsetzen des Hauptfahrwerks von hinten gesehen. Hinter dem Flugzeug verwirbelt der Rauch des abradierten Gummis der Reifen

Als Landung bezeichnet man nach Definition der ICAO die Flugphasen vom Abfangen am Ende des Landeanflugs bis zum Stillstand oder langsamen Rollen bzw. bis zum Einleiten des Durchstartens. Während dieser Flugphase muss die Gesamtenergie (kinetische + potentielle Energie), die das Luftfahrzeug zu Beginn des Abfangens besitzt, gezielt abgebaut werden. Durch die Landung gegen den Wind wird die Aufsetzgeschwindigkeit reduziert, die zwischen etwa 60 km/h (Segelflug) und 300 km/h (Linienflug) liegt. Die Restenergie muss am Boden abgebaut werden.
Die Landung  eines Flugzeugs setzt sich aus den Phasen Abfangen (break), Ausschweben (flare), Aufsetzen (touchdown) und Ausrollen (rollout) zusammen.
Vor der Landephase wird während des Landeanflugs die Geschwindigkeit auf die sichere Anfluggeschwindigkeit reduziert. Diese muss eine ausreichende Reserve zur Überziehgeschwindigkeit haben. Als optimale Anfluggeschwindigkeit gilt bei Motorflugzeugen die Überziehgeschwindigkeit mal Faktor 1,3. Diese Geschwindigkeit nennt man Referenzgeschwindigkeit (VREF). Dazu addiert wird je nach Flugzeugtyp die halbe oder ein Drittel der Windgeschwindigkeit und eventuelle Windböen. Die Geschwindigkeit darf aber nicht höher sein als die maximale Geschwindigkeit für ausgefahrene Landeklappen (VFE – Flaps Extended) und ausgefahrenes Fahrwerk (VLE – Landing Gear Extended). Diese Geschwindigkeit nennt man Zielgeschwindigkeit (VTRG – Target Speed oder VAPP – Approach Speed). In der Verkehrsluftfahrt werden diese Geschwindigkeiten vor jedem Landeanflug in der sogenannten Anflugbesprechung festgelegt, da die Überziehgeschwindigkeit gewichtsabhängig ist und immer aktuell bestimmt werden muss. Bei Leichtflugzeugen wird der Referenzgeschwindigkeit gegebenenfalls eine Sicherheitsreserve addiert, beispielsweise im Falle von starkem Wind. Bei Segelflugzeugen ist die Landegeschwindigkeit die Geschwindigkeit des besten Gleitens (VY) plus 10 % (bei Gegenwind oder Turbulenzen plus 20 %). Da bei Segelflugzeugen kein Durchstarten möglich ist, dient die erhöhte Geschwindigkeit als Sicherheitsreserve.
Während Leichtflugzeuge meist mit dem Triebwerk im Leerlauf landen, wird dies bei größeren Maschinen nicht angewendet. Die Ursache liegt in der für die Landung nachteiligen guten Gleitzahl der Maschinen und der damit einhergehenden Schwierigkeit, Geschwindigkeit abzubauen. Die Gefahr des Überschwebens wäre zu groß. Aus diesem Grund greift man zu einem Trick: In den höheren Stufen der Hochauftriebshilfen (Landeklappen) erzeugen diese nicht nur erhöhten Auftrieb, sondern beabsichtigterweise auch einen hohen Luftwiderstand. Der Gleitwinkel von üblicherweise 3° kann dann nur noch durch die Gabe von zusätzlichem Schub eingehalten werden. Die Geschwindigkeit kann nun durch die Kombination von Schub und Trimmung sehr effektiv beeinflusst und konstant gehalten werden. Ein weiterer Vorteil bei Jets ist der Umstand, dass im Falle eines Durchstartmanövers die Beschleunigungszeit des Triebwerks signifikant reduziert wird, die sonst von Leerlauf bis Höchstdrehzahl bei vier bis sieben Sekunden liegt. Bei den meisten Maschinen liegt der Landeschub bei etwa 45–65 % N1. Beim Einleiten des Abfangbogens wird der Schub in der Regel auf Leerlauf zurückgefahren.
Unter dem Abfangen (round out oder break) versteht man den Übergang (Abfangbogen) aus dem Anflug (Sinkflug) in einen nahezu horizontalen Flug.
Im anschließenden Ausschweben (flare) wird bei Leichtflugzeugen die Fluggeschwindigkeit allmählich reduziert, und das Flugzeug setzt mit Mindestfahrt auf. Mit abnehmender Fluggeschwindigkeit wird der Auftrieb durch Vergrößerung des Anstellwinkels erhöht. Da sich dadurch auch der Widerstand an den Flügeln erhöht, muss mit abnehmender Fahrt der Anstellwinkel schneller vergrößert werden.
Ein Verkehrsflugzeug wird mit der Anfluggeschwindigkeit VAPP angeflogen. Nach Passieren der Landeschwelle in 50 Fuß Höhe wird in einer vom Flugzeugtyp abhängigen Abfanghöhe mit einer leichten Erhöhung des Anstellwinkels die Sinkrate reduziert und das Flugzeug setzt aus dem Ausschweben mit der aus dem Hochziehen der Flugzeugnase resultierenden Neigung der Flugzeuglängsachse gegen die Horizontale (Pitch) auf.
Verkehrsflugzeuge werden nach einer Standardlandetechnik gelandet, die immer einen Punkt 1000 Fuß hinter der Landeschwelle anpeilt.
Für das Aufsetzen auf dem Wasser gibt es uneinheitliche Empfehlungen.
Je größer die Überziehgeschwindigkeit des Flugzeugs, desto höher ist entsprechend die Aufsetzgeschwindigkeit und somit auch die Restenergie, welche am Boden abgebaut werden muss.
Davon abhängig ist die benötigte Landerollstrecke (landing distance), die Strecke vom Aufsetzpunkt bis zum Stillstand. Um diese zu verkürzen, werden bei Großflugzeugen üppig dimensionierte – und bei einigen Flugzeugtypen kühlbare – Bremsen eingesetzt.
Der aerodynamische Widerstand der ausgefahrenen Landeklappen bleibt dabei weiter wirksam. Um zu verhindern, dass das Flugzeug aufgrund des hohen Auftriebsbeiwerts (durch den Klappenausschlag) erneut kurz abhebt (Sprunglandung), werden unmittelbar nach dem Aufsetzen die Spoiler aktiviert, um den Auftrieb zu zerstören und den Widerstand noch weiter zu erhöhen. Bei Verkehrsflugzeugen werden die Spoiler durch eine komplizierte Logik angesteuert, die je nach Flugzeugtyp unterschiedliche Bedingungen prüft. Zusätzlich besteht bei vielen Propeller- und Strahltriebwerken die Möglichkeit, durch Schubumkehr die Bremswirkung zu erhöhen. Im zivilen Bereich werden Bremsschirme selten verwendet, wie bei der Caravelle und Tupolew Tu-104.
Die benötigte Landestrecke (landing distance) ist die gesamte Strecke von der Landebahnschwelle (threshold) bis zum Stillstand, die bei Jets mit hohen Anfluggeschwindigkeiten über 2000 m betragen kann. Dies hängt nicht nur von der Geschwindigkeit, sondern auch vom Gewicht und dem Wind ab. Piloten, die mit sehr kleinen Landeflächen auskommen müssen (Buschpiloten), wenden besondere Kurzlandetechniken an. In der Regel bedeutet das eine Reduzierung der Referenzgeschwindigkeit bis knapp über die Mindestfahrt. Eine Unachtsamkeit im Landeanflug bedeutet starkes Durchsacken und im schlimmsten Fall Abkippen über eine der beiden Tragflächen. Kurzlandungen erfordern hohe Konzentration und nicht zu unsteten Wind.

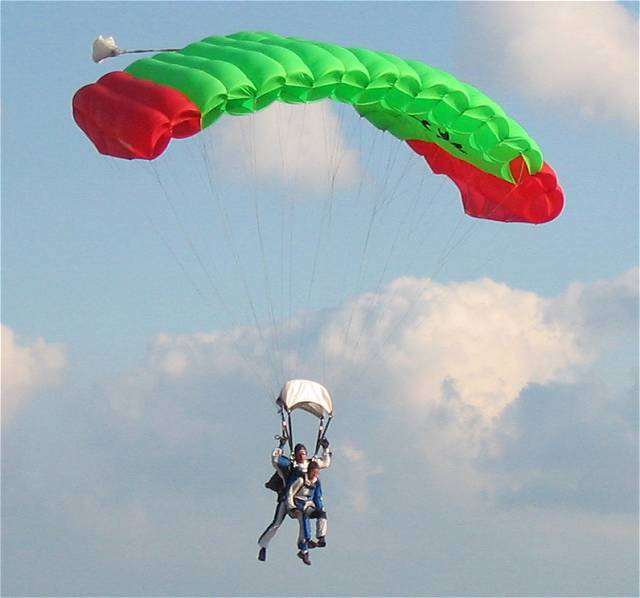
Ein Tandemfallschirmspringer mit einem Flächenfallschirm im Landeanflug

Eine Landung kann (außer bei Segelflugzeugen) in nahezu jeder Phase abgebrochen werden. Die Bezeichnung dafür ist Durchstarten (Go-Around) oder Fehlanflug. Auch nach dem Aufsetzen während des Ausrollens kann noch durchgestartet werden, solange noch kein Umkehrschub aktiviert ist (wenn vorhanden). Als Flugmanöver spricht man dann vom Aufsetzen und Durchstarten (Touch-and-Go).
Bei der Landung eines Militärflugzeuges auf einem Flugzeugträger gibt es kein Abfangen und kein Ausschweben. Kurz vor dem Aufsetzen wird das Triebwerk auf volle Leistung gebracht, um bei einem eventuell notwendigen Durchstartmanöver die Zeit zu verkürzen, bis das Triebwerk reagiert und die volle Leistung abgibt. Der Anflug endet am Aufsetzpunkt und geht direkt in das Ausrollen über. Ein Fangseil, in das sich der Fanghaken des Trägerflugzeuges einhakt, entzieht dem Flugzeug seine kinetische Energie. Greift der Fanghaken ein Fangseil, wird das Flugzeug abgebremst, und der Pilot drosselt sofort die Triebwerke. Dabei erfahren Flugzeug und Pilot bei dem abrupten Abbremsmanöver eine enorme Bremsbeschleunigung. Ein Landeversuch, bei dem das Fangseil verpasst wird und ein Durchstarten mit vollem Schub notwendig ist, wird Bolter (Niete) genannt.
Für Starts und Landungen aller Luftsportgeräte und Luftfahrzeuge besteht in Deutschland Flugplatzpflicht mit Ausnahme von Freiballonen. Für Segelflugzeuge ist eine Außenlandegenehmigung grundsätzlich erteilt.

### Ausweichlandung
Eine Ausweichlandung ist die normale Landung eines Luftfahrzeugs, die nicht am Zielflugplatz durchgeführt wird, sondern an einem Ausweichflugplatz. Für den Fall einer eventuellen Ausweichlandung muss für alle Flüge, gleich ob privat oder kommerziell, eine Treibstoffreserve mitgeführt werden, die der normalen Flugstrecke vom Zielflugplatz zum Ausweichflugplatz +30 Minuten entspricht. Die Ausweichlandung ist nur selten eine Notlandung, welche eine Luftnotlage während des Flugs voraussetzt.
Gründe für eine Ausweichlandung können sein:
- kurzfristige Sperrung des Zielflugplatzes
- zu schlechte Wetterbedingungen
- länger dauerndes Fliegen in Warteschleifen
- zu spätes Erreichen der Umgebung des Zielflugplatzes, z. B. bei Nachtflugverbot.

### Außenlandung

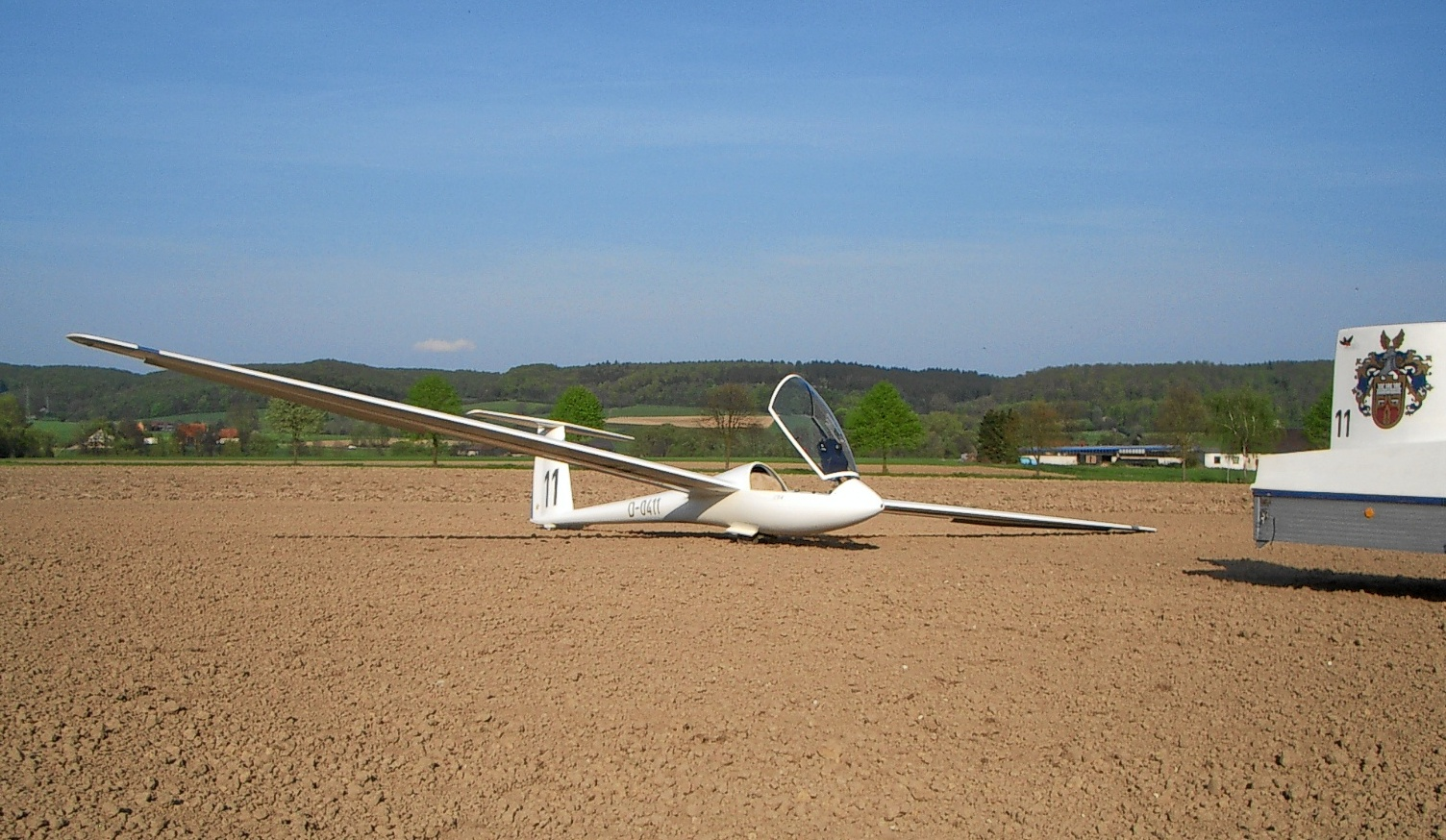
Segelflugzeug nach einer Außenlandung

Von einer Außenlandung spricht man generell immer dann, wenn die Bodenberührung eines landenden Flugzeuges oder Fallschirmspringers nicht auf einer genehmigten Landebahn (bzw. dem Landeplatz) oder außerhalb der verfügbaren Landestrecken eines in Betrieb befindlichen Flugplatzes erfolgt, sondern beispielsweise im Außengelände, auf einer Straße oder auf einem geschlossenen Flugplatz.
Beim Fallschirmspringen sind meist widrige Windbedingungen dafür verantwortlich, dass das Zielfeld nicht erreicht werden kann. Es gibt andererseits auch geplante Außenlandungen, die allerdings im Voraus angemeldet sein müssen.
Beim Segelflug sind Außenlandungen nicht ungewöhnlich, da Segelflugzeuge als Antriebsenergie nur ihre Höhe nutzen können, die sie in der Regel über Aufwinde erreichen. Findet ein Segelflugzeug in geringer Höhe abseits eines Flugplatzes keinen Aufwind mehr, muss es außenlanden und wird später mit einem Fahrzeug abgeholt. Dies wird in der Berichterstattung oftmals dramatisierend und völlig unzutreffend als „Notlandung“ oder gar „Absturz“ bezeichnet.

### Sicherheitslandung
Eine Sicherheitslandung liegt vor, wenn sich der Pilot für eine Landung entscheidet, um eine drohende Notlage zu vermeiden, die zum Zeitpunkt dieser Entscheidung aber noch nicht gegeben ist. Der Pilot hat also genügend Zeit, um zu einem geeigneten Flugplatz zu fliegen oder ein geeignetes Gelände für eine Außenlandung zu suchen.
Gründe für eine Sicherheitslandung können sein:
- Unerwartete Wettererscheinungen, die ein Weiterfliegen bzw. Umkehren unmöglich machen[2][3]
- Instrumentenausfall
- Ungewohntes Verhalten eines Triebwerks (aber noch kein Triebwerksausfall)
- Während des Fluges wird festgestellt, dass der Treibstoff nicht mehr bis zum geplanten Flugplatz reicht[2]
- Während eines Sichtflugs ohne Nachtflugberechtigung wird festgestellt, dass der nächste Flugplatz nicht mehr vor Einbruch der Dunkelheit erreicht werden kann[2]
- Ausfall eines Triebwerks bei mehrmotorigen Maschinen
- Technische Probleme
- Krankheitsfall ohne akute Lebensgefahr
- Unwohlsein eines Piloten
- Am Boden befinden sich Personen, die sich in großer Gefahr befinden und Hilfe benötigen[3][2]

Eine Sicherheitslandung darf nicht behindert werden.  Eine Zustimmung der Luftfahrtbehörden für einen Wiederstart ist explizit nicht notwendig. Der Eigentümer des Grundstücks, auf dem gelandet wurde, darf den Wiederstart nicht behindern. Der Pilot hat gegenüber dem Grundstückseigentümer jedoch eine Auskunftspflicht (Angaben zum Halter und Versicherungsnachweis gem. § 25 LuftVG).

### Notlandung

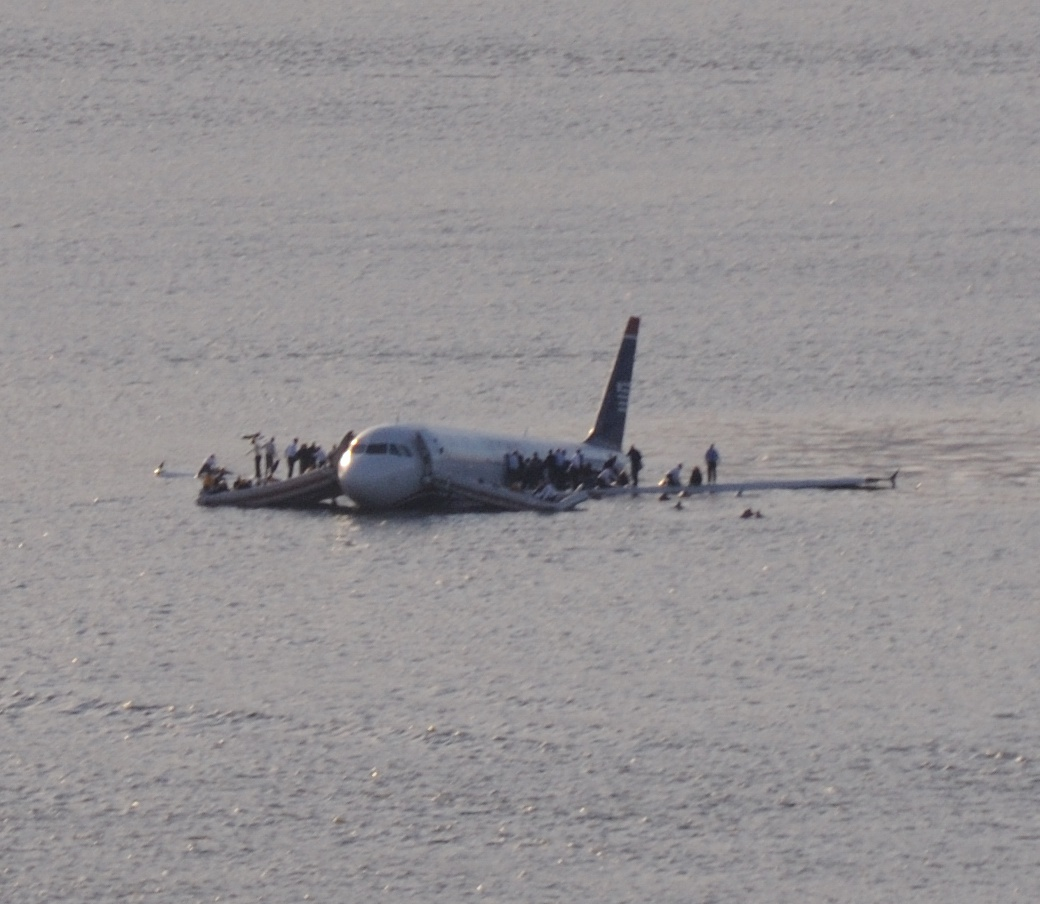
Notlandung (Notwasserung) von US-Airways-Flug 1549 am 15. Januar 2009 im Hudson

Um eine Notlandung handelt es sich, wenn eine Landung durch eine Notlage erzwungen wurde.
Gründe dafür können sein:
- Feuer an Bord
- schwere oder nicht einzuordnende Mängel oder Beschädigungen am Flugzeug, die während des Flugs festgestellt werden
- akuter Treibstoffmangel[2]
- Unwetter und Turbulenzen
- schwere Triebwerksprobleme
- Ausfall aller Triebwerke
- Probleme mit dem Fahrwerk
- Akut lebensgefährliche Erkrankung oder Verletzung eines Passagiers oder Besatzungsmitglieds
- Unwohlsein beider Piloten

Die Notlandung erfolgt im besten Fall auf einem Flugplatz; falls dies nicht möglich ist, auf freiem Gelände (Außenlandung) oder als Notwasserung auf Wasserflächen. Sie wird manchmal durch umfangreiche Maßnahmen der Rettungsdienste am Boden bzw. auf dem Wasser begleitet, sofern solche in der Nähe verfügbar sind. Nach einer Notlandung außerhalb eines Flugplatzes ist (im Gegensatz zur Sicherheitslandung) ein Wiederstart nur nach Genehmigung durch die zuständige Landesluftfahrtbehörde zulässig, § 25 Abs. 2 Nr. 2 Satz 2 LuftVG.
Eine besondere Art der Notlandung stellt die „medizinische Notlandung“ dar. Verschlechtert sich während des Transports eines Patienten mit einem Rettungshubschrauber sein Zustand erheblich, muss der Hubschrauber eventuell zwischenlanden, um eine bessere Behandlung zu ermöglichen. Der Wiederstart bedarf in diesem Fall keiner Genehmigung.

### Ziellandung
Eine Ziellandung ist eine Landung auf einem festgelegten Bereich der Landebahn. Sie gehört bei Flugwettbewerben oft zu den Bewertungskriterien.
Eine weitere Bedeutung von Ziellandung ist eine Landung ohne Motorleistung (also im Gleitflug) aus festgelegter Höhe (meist 2000 ft über Grund) auf ein festgelegtes Landefeld zu Übungs- und Prüfungszwecken.
Sie wird in der Prüfung zum Luftfahrzeugführer verlangt und auch danach von Piloten für den Fall einer Außen- oder Notlandung trainiert. Dabei wird vor allem die Einschätzung und Einteilung der zur Verfügung stehenden Höhe für einen Gleitflug geübt: Die Flugroute muss – oft in Form einer verkürzten Platzrunde – so gewählt werden, dass sie möglichst nah am festgelegten Aufsetzpunkt endet. Landungen genau auf dem Punkt heißen Punktlandung.
In der deutschen Prüfung zum Luftfahrzeugführerschein muss das Aufsetzen bei der Ziellandung
- a) aus der Platzrunde mit und ohne Motorhilfe innerhalb von 100 Metern nach dem Landezeichen
- b) aus mindestens 600 m (2000 ft) über Grund ohne Motorhilfe innerhalb von 150 Metern nach dem Landezeichen

erfolgen.

### Bauchlandung

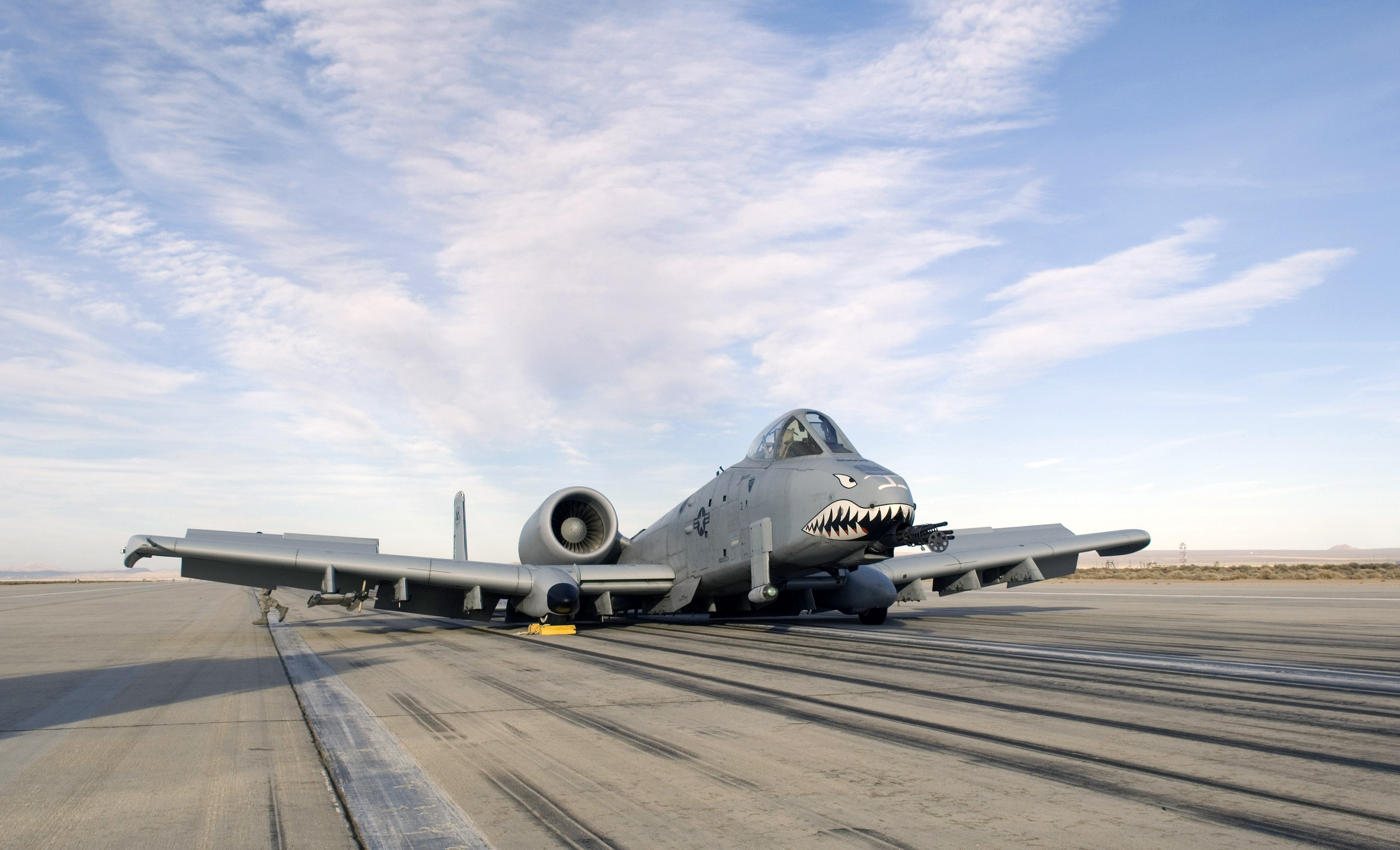
Bauchlandung einer A-10 Thunderbolt II

Eine Bauchlandung ist eine Landung mit eingefahrenem Fahrwerk, so dass das Flugzeug auf der Unterseite des Rumpfes landet, was zu erheblichen Schäden sowohl am Rumpf als auch beispielsweise an Triebwerken führen kann.
Bei Verkehrsflugzeugen folgt die Landevorbereitung peniblen Vorgaben, zudem sind Warnsysteme installiert. Versehentliche Bauchlandungen sind dadurch extrem selten. Bei Defekten am Fahrwerk kann absichtlich auf dem Bauch gelandet werden.
Bei Segelflugzeugen kommt es häufiger zu versehentlichen Bauchlandungen, wenn der Pilot das Fahrwerk auszufahren vergisst. Auf Graspisten sind die Schäden meist nur gering, auf befestigten Pisten weitaus höher. Viele Segelflugzeuge verfügen über eine Fahrwerkswarnung, die den Piloten durch ein akustisches Signal warnt, sobald die Bremsklappen (die fast ausschließlich zur Landung verwendet werden) bei noch eingefahrenem Fahrwerk betätigt werden. Andererseits besteht das Risiko, dass der Pilot durch das Bemühen, das Fahrwerk nachträglich noch auszufahren, sich nicht ausreichend auf den übrigen Landevorgang konzentriert und dadurch ein noch größerer Schaden entsteht. Daher wird auf diese Warnung auch bewusst verzichtet.

### Bruchlandung
Von einer Bruchlandung spricht man bei der Landung eines Luftfahrzeugs, bei der es zur erheblichen Beschädigung des Flugzeugs kommt.

### Lange Landung
Bei einer langen Landung (engl. long landing) wird das Flugzeug absichtlich deutlich hinter dem für die Landebahn vorgesehenen Aufsetzpunkt aufgesetzt. Das kann verkehrstechnische Vorteile bieten, verringert aber die Sicherheitsreserven. Die Entscheidung über eine lange Landung trifft der Pilot, entweder auf eigene Initiative oder auf Anfrage der Flugsicherung. In der Verkehrsluftfahrt ist jedoch ein Aufsetzen hinter der Aufsetzzone, die in der Regel bei 3000 ft (rund 900 m) hinter der Landebahnschwelle endet, nicht zulässig.
Vorteile einer langen Landung:
- schnelleres Erreichen eines Abrollweges, dadurch zügigeres Freimachen der Piste, so dass sie von anderen Flugzeugen hinter dem landenden gekreuzt werden kann
- Verkürzung der Gesamtrollstrecke bis zum Terminal und damit Zeit- und Treibstoffeinsparung
- Überfliegung von Wirbelschleppen, die ein zuvor gelandetes Flugzeug erzeugt hat

Auf manchen Verkehrsflughäfen sind spezielle Aufsetzpunkte für leichte Luftfahrzeuge (bis 5,7 t) festgelegt. De facto ist in diesen Fällen die lange Landung das Standardverfahren.

### Seitenwindlandung
Bei Seitenwindlandungen muss der Pilot die Ausrichtung zur Landebahn und das Verbleiben auf der Landebahngrundlinie gegen die seitliche Abdrift durch den Wind beibehalten. Seitenwindlandungen stellen höhere Ansprüche an das Geschick des Piloten als Landungen ohne wesentlichen Seitenwind.

### Dreipunktlandung
Die Dreipunktlandung ist eine Landetechnik für Spornradflugzeuge. Dabei wird angestrebt, mit allen drei Rädern gleichzeitig auf dem Boden aufzusetzen. Der Vorteil dieser Landetechnik liegt darin, dass aufgrund des hohen Anstellwinkels (Flugzeugnase ist aufwärts gerichtet) mit möglichst niedriger Geschwindigkeit aufgesetzt wird und die Ausrollstrecke daher sehr kurz ist.
Die üblicheren Bugradflugzeuge setzen mit dem Hauptfahrwerk zuerst auf. Bei Spornradflugzeugen spricht man dann von einer Radlandung, die bei starkem Seitenwind Vorteile bietet.

## Landung mit Fallschirm, Paragleiter, Drachen
Beim Landen mit Militär- oder Sportgeräten, bei denen der Mensch mit Leinen am Schirm oder der Tragfläche hängt, wird in der letzten Phase möglichst gegen den Wind angeflogen und die Sinkrate reduziert. Äußerst kurz, bevor die Beine den Boden berühren, werden die Steuerleinen stark gezogen, um die Fahrt des Schirms rasch abzubremsen, als Reaktion wird der Pilot dadurch von den zunehmend schräg nach hinten oben laufenden Trag-Leinen einen kurzen Moment in diese Richtung beschleunigt und kommt im Idealfall mit den Füßen auf einem Punkt nur geringfügig über Bodenhöhe zum Stillstand. Beim Drachenflug wird dazu das Trapez nach vorne geschoben.
Schirme, an denen ein Mensch hinter einem Motorboot in die Luft aufsteigt, werden von Land oder mit Wasserschiern vom Wasser aus gestartet; diese werden häufig im Wasser gelandet. Der gelandete Mensch wird samt Schirm von einem Boot geborgen.
Ein automatisches Last-Landesystem des Militärs kann kurz vor Bodenkontakt die Tragleinen ein Stück einziehen, um die Sinkrate der Last zu verringern.

## Wingsuit-Flieger
Wingsuit-Flieger ziehen in der Regel einen Fallschirm und landen mit diesem.
Erfolgreich sanfte Landungen ohne Schirm sind bisher in einen Stapel Kartons und – sogar ohne Wingsuit – in ein großes, hoch aufgespanntes Netz erfolgt.

## Landung eines Lenkdrachens
Ein Zweileiner wird zweckmäßig am schonendsten an einem der zwei seitlichen Schnittpunkte von Windkante und Gelände gelandet, wo er die geringste Geschwindigkeit zum Grund aufweist. Ein Vierleiner kann über die Steuerleinen auch mitten im Wind schonend zu Boden gebracht werden.

## Landung eines Ballons
Fesselballons werden durch Einholen einer oder mehrerer Leinen zu Boden gebracht und unmittelbar vor der Landung des Traggases entledigt. Hierzu öffnet man durch Ziehen einer Reißleine eine eingeklettete Reißbahn, die das Gas schnell genug freisetzt, bevor Windwirbel die halbgefüllte und dann besonders empfindliche Hülle gegen scharfkantige Hindernisse wehen können. Essentiell ist das ausreichend schwere Verankern, Beschweren oder Halten des Korbs, solange noch Auftrieb und Windkraft auf die Hülle wirken.
Freiballons können bremsende Bodenberührung zuerst mit einem Schleppseil aufnehmen. Ein Ankerhaken – stereotypes Symbolbild – wird kaum verwendet, ein Treibanker zum Verhaften in einer Wasseroberfläche selten. Heißluftballons können das Deckelventil öffnen und so bei wenig Wind das Aufziehen der Reißbahn sparen. Üblicherweise nimmt eine Bodenmannschaft, die die Ballonfahrt per Fahrzeug verfolgt hat, den Ballon in einen Anhänger auf.
Wetterballons platzen in einer geplanten Höhe, worauf ein Fallschirm die Messinstrumente gebremst zu Boden bringt. Diese können von Findern oder durch gezielte Suche geborgen werden.

## Landung eines Raumfahrzeugs

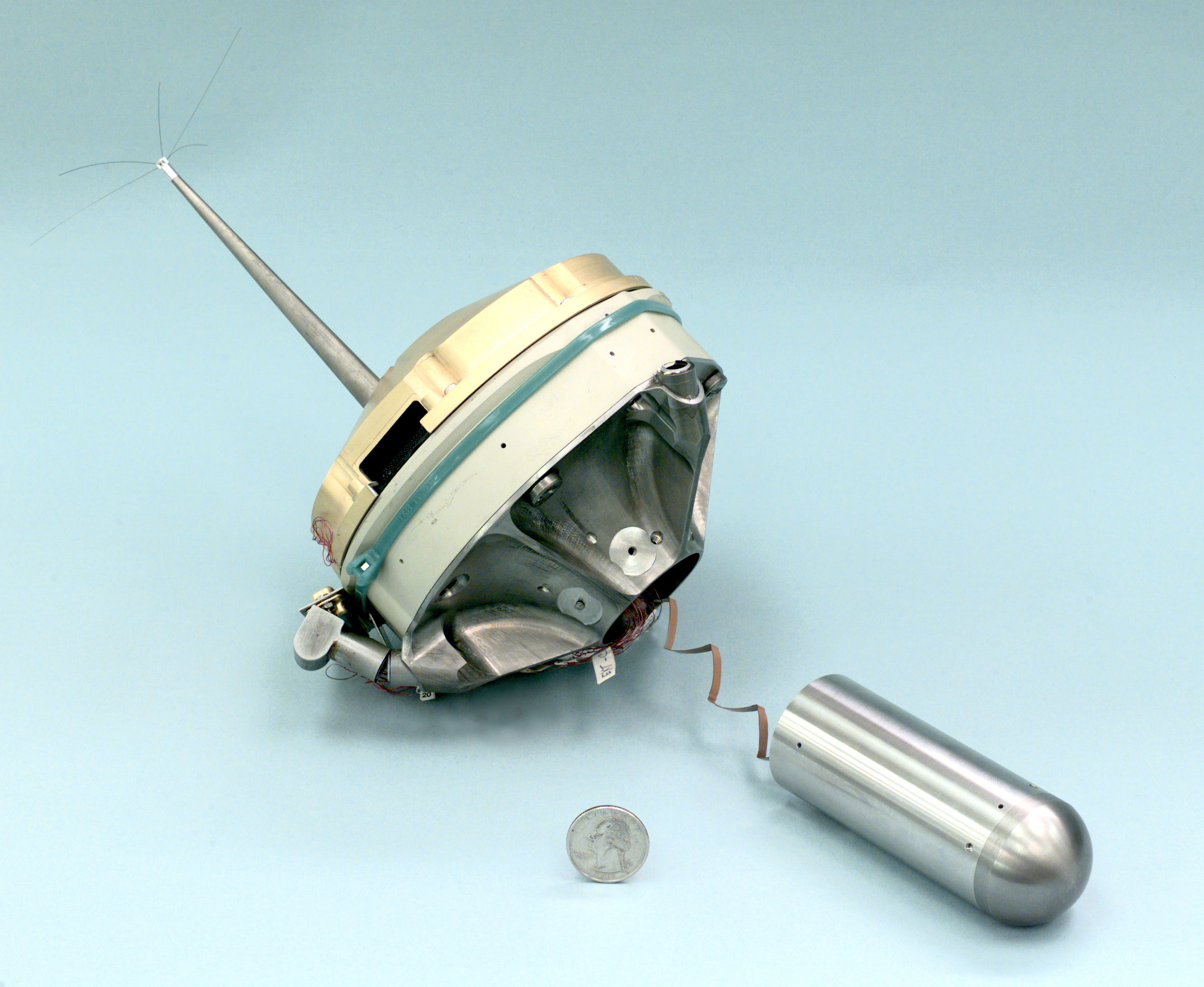
Penetrator von Deep Space 2

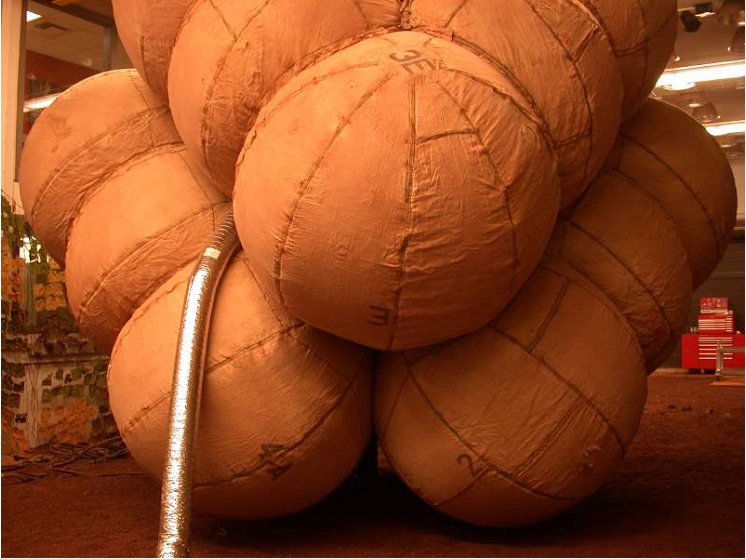
Luftsäcke für die weiche Landung eines Marsrovers

In der Raumfahrt unterscheidet man zwischen „harter“ und „weicher“ Landung.

### Harte Landung
Als harte Landung bezeichnet man den ungebremsten Aufprall eines Flugkörpers (Mond- oder Planetensonde) auf der festen Oberfläche eines Himmelskörpers. In der Regel wird der Flugkörper dabei zerstört und kann nur während der Abstiegsphase Daten liefern. Penetratoren, die auch eine harte Landung mit nachfolgendem Eindringen in den Himmelskörper funktionsfähig überstehen, befinden sich in Entwicklung, erste Tests verliefen erfolglos.
Bei den ersten Mondsonden der USA und der UdSSR war mehrmals eine harte Landung am Erdtrabanten geplant, doch stattdessen kam es nur zu einem Vorbeiflug. Die Genauigkeit beim Start (Endgeschwindigkeit und Richtung der obersten Raketenstufe) war noch nicht ausreichend und reichte für das Treffen des Mondes auf der notwendigen gekrümmten Bahn nicht aus.
Das Ziel harter Landungen war unter anderem:
- Propagandaerfolg (insbesondere seitens der Sowjetunion im Kalten Krieg)
- Weiterentwicklung der Technik und der Bahnmanöver
- erste Erkundung von Himmelskörpern (z. B. Nahaufnahmen von Ranger 7 bis 9)
- Erforschung ihrer Atmosphären und Magnetfelder
- Impaktoren und Vorbereitung von späteren sanften Landungen
- ab den 1990ern unvollständige Bremsung bzw. atmosphärische Bremsung
- Absetzen eines Penetrators auf einem Kleinplaneten oder Kometen.

### Weiche Landung
Bei der weichen Landung wird die Sonde oder ihr spezielles Landegerät vor dem Aufprall abgebremst bzw. beim Aufprall selbst geschützt, z. B. durch eine aufblasbare Hülle. Zum Abbremsen benutzt man Bremsraketen, bei vorhandener Atmosphäre Fallschirme. Der Flugkörper bleibt intakt für die Erfüllung seine Aufgaben auf der Oberfläche des Himmelskörpers, weshalb man eine weiche Landung bevorzugt. Auf der Venus wurde bei Landern wegen der dichten Atmosphäre oft der Fallschirm schon in großer Höhe abgeworfen und der Lander schlug nur gebremst durch den Strömungswiderstand mit ca. 30 km/h auf der Oberfläche auf, also für irdische bzw. menschliche Verhältnisse eher hart.
Bei auf die Erde zurückkehrenden Flugkörpern unterscheidet man zwischen einer Landung auf dem Festland und einer Wasserung.

## Sonstiges

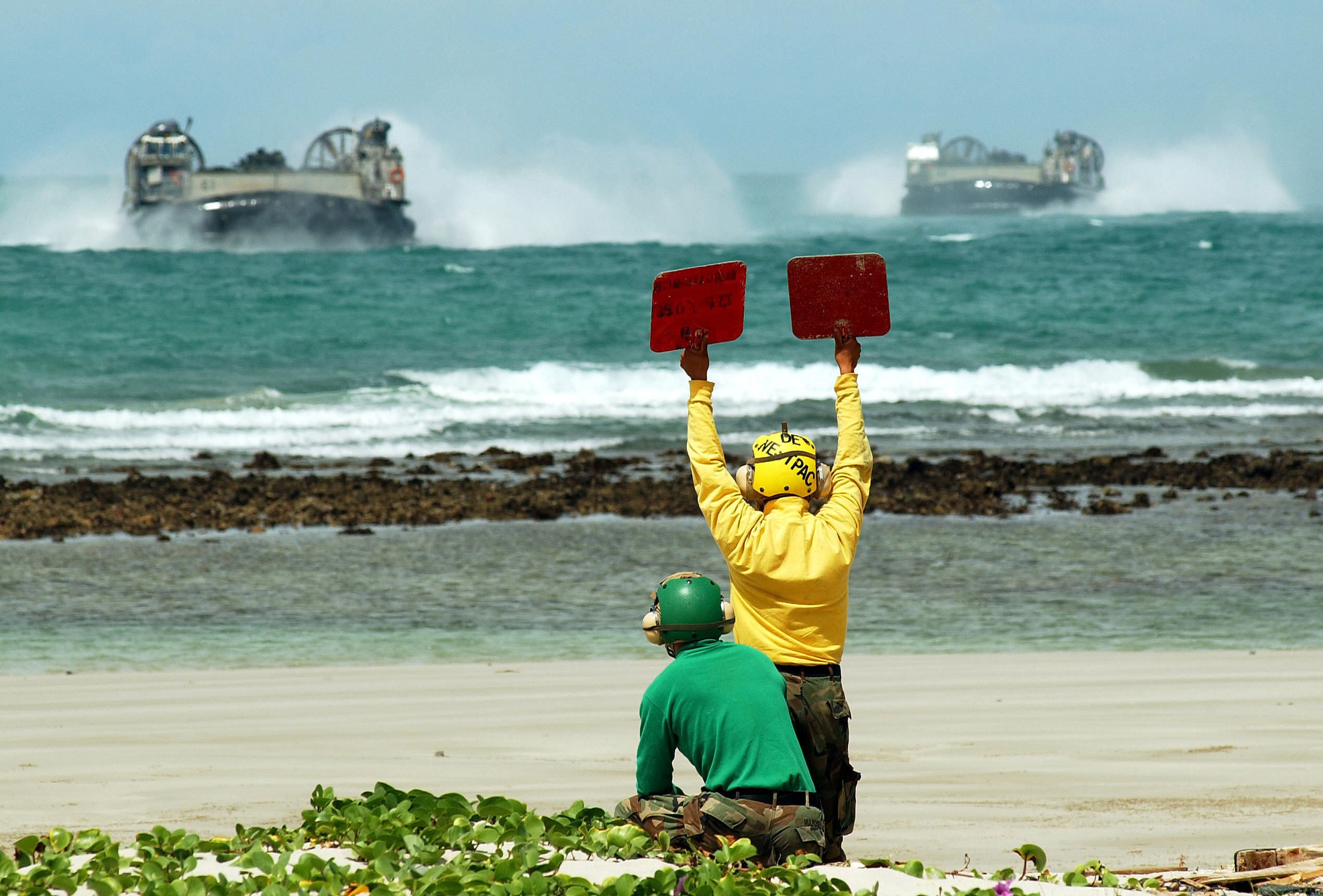
Landevorbereitung für LCAC

Landungsfahrzeuge und Luftkissenfahrzeuge können an Ufern und Küsten landen. Schiffe laufen in Häfen ein, um an Piers, Seebrücken und Schiffsanlegern (auch Landesteg) Passagiere und Ladung anzulanden. 

### Zwischenlandung
Eine Zwischenlandung (englisch stopover) ist ein temporärer Aufenthalt zwischen einem Ausgangs- und einem Zielflugplatz. Sie dient entweder zum Umsteigen der Flugpassagiere, zum Umladen von Frachtgut oder zum Auftanken von Treibstoff. Manche Fluggesellschaften unterbrechen ihre Flüge regelmäßig, um kostengünstig Kerosin zu tanken.

### Rücklandung
Wird rasch nach dem Start eine Landung am selben Flugplatz eingeleitet, typisch mittels einer halben Platzrunde, spricht man in Österreich von einer Rücklandung.